# ماي جيميسون
واسمها الكامل ماي كارول جيميسون (بالإنجليزية: Mae Carol Jemison)‏ وهي فيزيائية وباحثة في وكالة ناسا الأمريكية. ولدت في 17 أكتوبر 1956 في بلدة ديكاتور، ألاباما في الولايات المتحدة. أصبحت جيميسون أول امرأة تسافر إلى الفضاء عندما عملت كرائدة فضاء في برنامج " Space Shuttle Endeavour ". بعد تخرجها من كلية الطب، خدمت جيمسون في هيئة السلام (Peace Corps) من عام 1985 حتى عام 1987. في عام 1987، تم قبول طلبها لتصبح رائدة فضاء في وكالة ناسا الأمريكية، وفي 12 سبتمبر 1992، تلقت مسؤولية إحدى المهام على متن STS-47. في عام 1993 استقالت من وكالة ناسا وأسست شركة لبحث إمكانيات تطبيق التكنولوجيا في الحياة اليومية. ظهرت جيميسون على شاشات التلفزيون عدة مرات، بما في ذلك كممثلة في حلقة من برنامج ستار تريك: الجيل التالي، كما وعملت كراقصة وحصلت على تسعة ألقاب دكتوراه فخرية في العلوم، الهندسة، الرسائل والعلوم الإنسانية. جيميسون هي المديرة الحالية لمنظمة " 100Year Starship".

## النشأة
وُلدت ماي كارول جيميسون في ديكاتور، ألاباما، في 17 أكتوبر 1956، وكانت أصغر أبناء تشارلي جيميسون ودوروثي غرين. أشرف والدها على صيانة مؤسسة خيرية، وعملت والدتها معظم حياتها المهنية كمدرسة لاللغة الإنجليزية والرياضيات في مدرسة بيتهوفن الابتدائية في شيكاغو.
عندما بلغت الثالثة من عمرها انتقلت جيميسون وعائلتها إلى شيكاغو، إلينوي، وذلك بهدف الاستفادة من فرص التعليم والتوظيف المتاحة هناك. صرحت جيميسون بأنها عندما كانت فتاة صغيرة في شيكاغو، كانت تفترض دائمًا أنها ستبلغ الفضاء.
في طفولتها، ارتبطت جيميسون بالعلوم من خلال دراسة الطبيعة. عندما أصابت منشقة إبهامها ذات مرة في صغرها، حولت والدة جيميسون الحادثة إلى تجربة تعليمية. انتهى بها الأمر بالقيام بمشروع كامل حول القيح. كان والدا جيميسون مؤيدين لاهتمامها بالعلوم، في حين أن معلميها لم يكونوا كذلك. في مقابلة مع ميكرز (Makers)، أوضحت جيميسون كيف أن اهتمامها الكبير بالعلم لم يكن مقبولاً على الصعيد المجتمعي. «مع كبري، كنت مثل كل طفل آخر. أحببت الفضاء والنجوم والديناصورات. كنت أعلم دائمًا أنني أريد الاستكشاف. في وقت بث حملة أبولو، كان الجميع مهتمين بالفضاء، لكنني أذكر كوني منزعجة من حقيقة أنه لم تكن هنالك نساء رائدات. حاول الناس شرح ذلك لي، ولم أشتريه.»
تقول جيميسون إنها كانت ملهمة بمارتن لوثر كينج، فبالنسبة لها لم يكن حلم كينج خيالًا بعيد المنال، بل دعوة إلى المبادرة بالعمل. تقول: «غالبًا ما يتصوره الناس مثل سانتا - مبتسمًا وغير عدواني، لكن عندما أفكر في مارتن لوثر كينغ، أفكر في الموقف، الجرأة والشجاعة.» تعتقد جيميسون أن حركة الحقوق المدنية كانت تدور حول تحطيم الحواجز أمام الطاقة البشرية. «إن أفضل طريقة لجعل الأحلام تتحقق هي الاستيقاظ».
تخرجت جيميسون من مدرسة مورغان بارك الثانوية في شيكاغو في عام 1973 ودخلت جامعة ستانفورد في سن السادسة عشر. في عام 1977 تخرجت جيميسون من ستانفورد، بعد أن حصلت على بكالوريوس العلوم (.B.S) في الهندسة الكيميائية واستوفت متطلبات بكالوريوس الآداب (.B.A) في الدراسات الأفريقية والأفريقية-أمريكية. في ستانفورد، قامت بتصميم رقصة موسيقية بعنوان Out of the Shadows. كما أنها بادرت للمشاركة في المجتمع الأسود بشكل أكبر من خلال العمل كرئيسة لاتحاد الطلاب السود في الجامعة. قالت جيميسون إن تخصص المرأة السوداء في الهندسة أمر صعب لأن التمييز العرقي شكل حاجزًا دائمًا في الولايات المتحدة. «بعض الأساتذة كانوا يتظاهرون بأنني لم أكن هناك. كنت أطرح سؤالًا فيتصرف الأستاذ كما لو كان سؤالًا غبيًا جدًا، أغبى سؤال كان قد سمعه على الإطلاق. في المقابل، عندما سأل رجل أبيض ذات السؤال، كان رد الأستاذ» إنها ملاحظة ذكية"". في مقابلة مع Des Moines Register في عام 2008، قالت جيميسون إنه كان من الصعب الذهاب إلى ستانفورد في السادسة عشر من عمرها، لكنها تعتقد أن تكبرها لربما ساعدها. واجهت جيميسون الكثير من التمييز وذكرت أنه كان من الضروري أن تتمتع النساء والأقليات ببعض الكبرياء من أجل تحقيق النجاح في مجتمع يحكمه الذكور البيض.
حصلت جيميسون على لقب الماجستير في عام 1981 في كلية كورنيل للطب. خلال تعليمها في كلية الطب، سافرت جيميسون إلى كوبا وكينيا وتايلاند، وذلك لتوفير الرعاية الطبية للأشخاص الذين يعيشون هناك. خلال سنوات تعليمها في كلية كورنيل للطب، اشتركت جيميسون في دروس في الرقص الحديث في مركز ألفين آيلي. قامت جيميسون في وقت لاحق ببناء أستوديو للرقص في منزلها، وقد صممت وأنتجت عدة عروض لموسيقى الجاز الحديث والرقص الأفريقي.

## مسيرتها الطبية
التحقت جيمسون بمدرسة كورنيل الطبية وسفرها إلى كوبا خلال تدريبها لإجراء دراسة تمولها رابطة طلاب الطب الأمريكية وإلى تايلاند أيضًا، حيث عملت في مخيم للاجئين الكمبوديين. عملت أيضًا مع منظمة الأطباء المتنقلين جوًا المتمركزين في شرق إفريقيا. استمرت جيمسون خلال سنواتها في كورنيل في دراسة الرقص من خلال التحاقها بدورس مسرح ألفين آيلي الأمريكي للرقص. بعد التخرج بشهادة الدكتوراه في الطب عام 1981، تدربت في المركز الطبي بمقاطعة لوس أنجلوس-جامعة جنوب كاليفورنيا عام 1982، وعملت كطبيب عام في مجموعة روس-لوس الطبية
التحقت جيمسون بطاقم هيئة السلام عام 1983 وشغلت منصب المسؤول الطبي حتى عام 1985. وكانت مسؤولة عن صحة متطوعي هيئة السلام العاملين في ليبيريا وسيراليون. وأشرفت على صيدلية هيئة السلام والمختبر والطاقم الطبي، وعلى توفير الرعاية الطبية وكتابة أدلة الرعاية الذاتية، ووضع وتنفيذ مبادئ توجيهية لقضايا الصحة والسلامة. عملت أيضًا مع مراكز السيطرة على الأمراض للمساعدة في البحث عن لقاحات مختلفة.

## مسيرتها في ناسا
عند عودتها إلى الولايات المتحدة بعد خدمتها في هيئة السلام، استقرت في لوس أنجلوس، كاليفورنيا، حيث فتحت عيادتها الخاصة والتحقت بدورات على مستوى الدراسات العليا في الهندسة. ألهمتها رحلات سالي رايد وجيون بلوفورد عام 1983 للتقدم إلى برنامج رواد الفضاء. فتقدمت جيمسون لأول مرة إلى برنامج تدريب رواد الفضاء التابع لناسا في أكتوبر عام 1985، لكن وكالة ناسا أجلت اختيار المرشحين الجدد بعد كارثة مكوك الفضاء تشالنجر عام 1986. قدمت طلبًا جديدًا عام 1987 واختيرت من بين ما يقرب من ألفي متقدم لتكون أحد خمسة عشر شخصًا في المجموعة الثانية عشر لرواد فضاء ناسا، أول مجموعة تم اختيارها بعد تحطم تشالنجر. غطتها وكالة أسوشييتد بريس لكونها أول رائدة فضاء سوداء عام 1987. وقدمتها قناة سي بي إس جيمسون كواحدة من «أكثر العاذببات المؤهلات» في البلاد في برنامج Best Catches، وهو عرض تلفزيوني خاص استضافته فيليشيا رشاد وروب ويلر عام 1989.
تضمن عمل جيمسون مع ناسا قبل إطلاق المكوك أنشطة دعم الإطلاق في مركز كينيدي للفضاء في فلوريدا والتحقق من برمجات حواسيب المكوك في مختبرالمكوك لإلكترونيات الطيران التكاملية. في 28 سبتمبر 1989، اختيرت للانضمام إلى طاقم STS-47 كإخصائية مهمة رقم أربعة وعُينت أيضًا كأخصائية مهمة علمية، وهو دور رائد فضاء جديد يتم اختبارته ناسا للتركيز على التجارب العلمية.

### STS-47
حلقت جيمسون في مهمتها الفضائية الوحيدة من 12 حتى 20 سبتمبر 1992، فيSTS-47 وهو بعثة تعاونية بين الولايات المتحدة واليابان، والبعثة المكوكية الخمسين. سجلت جيمسون 190 ساعة و 30 دقيقة و 23 ثانية في الفضاء ودارت حول الأرض 127 مرة. قُسم الطاقم إلى مناوبتين وعُينت جيمسون في المناوبة الزرقاء. طوال المهمة التي استمرت ثمانية أيام، كانت تبدأ الاتصالاتها في نوبتها بالتحية " Hailing frequencies open"، المقتبسة من فلم ستار تريك أخذت جيمسون معها ملصقًا من مسرح ألفين آيلي للرقص الأمريكي. كما أخذت تمثالًا من غرب إفريقيا وصورة لبيسي كولمان، أول أمريكي أفريقي يحمل رخصة طيران دولية.
حملت STS-47 وحدة مختبر الفضاء الياباني، وهي بعثة تعاونية بين الولايات المتحدة واليابان شملت 43 تجربة في علوم الحياة ومعالجة المواد في اليابان والولايات المتحدة. دربت جيمسون ورائد الفضاء الياباني مامورو موهري على استخدام تمارين التغذية الراجعة الانعكاسية. وهي تقنية طورتها باتريشيا س. كاوينغز التي تستخدم الارتجاع البيولوجي والتدريب الذاتي المنشأ لمساعدة المرضى على مراقبة وضبط أجسادهم كعلاج ممكن لأمراض الحركة والقلق والاضطرابات المرتبطة بالتوتر.
اختبرت جيمسون على متن وحدة مختبر الفضاء الياباني نظام المعالجة بالسوائل التابع لناسا، وهو مجموعة من الإجراءات والمعدات لإنتاج المياه للحقن، التي طورتها شركة ستيرماتكس، ثم استخدمت أكياس IV وطريقة خلط طورتها شركة باكستر للرعاية الصحية، لاستخدام الماء من العملية السابقة في إنتاج محلول ملحي في الفضاء. كانت جيمسون أيضًا باحثة مساعدة في تجربتين لأبحاث خلايا العظام. هناك تجربة أخرى شاركت فيها وهي حث الضفادع على الإباضة وتخصيب البيض، ثم رؤية كيفية تطور الضفادع الصغيرة في حالة انعدام الجاذبية.

### استقالتها من ناسا
استقالت جيمسون بعد عودتها إلى الأرض من وكالة ناسا في مارس 1993 بهدف إنشاء شركتها الخاصة. وعبرت لاحقًا هومر هيكام مديرة التدريب والمؤلفة في ناسا التي درّبت جيمسون على رحلتها، عن أسفها لأنها غادرت.

## مسيرتها بعد ناسا
عملت جيمسون في مجلس إدارة مؤسسة الخلايا المنجلية العالمية من 1990 حتى 1992. أسست عام 1993 شركة مجموعة جيمسون، وهي شركة استشارية تنظر في التأثير الاجتماعي والثقافي للتطورات التكنولوجية والتصميم أسست جيمسون أيضًا مؤسسة دوروثي جيمسون للتميز على شرف والدتها، وأحد مشاريعها هو الأرض التي نشاركها The Earth We Share، وهو معسكر علمي للطلاب الذين تتراوح أعمارهم بين 12 و16 عامًا. أُسست عام 1994، 47]معسكرات أقيمت في كلية دارتموث، كلية كولورادو للمناجم، قاعة تشوات روزماري ومواقع أخرى في الولايات المتحدة، وعلى مستوى العالم أيضًا في جنوب إفريقيا وتونس وسويسرا.
كانت جيمسون أستاذة للدراسات البيئية في كلية دارتموث من عام 1995 حتى عام 2002 حيث أدارت معهد جيمسون لتطوير التكنولوجيا في البلدان النامية. أصبحت عام 1999 أستاذة عامة  لأندرو دي وايت في جامعة كورنيل. وواصلت جيمسون الدعوة بقوة لتعليم العلوم والحصول على طلاب أقليات لديهم اهتمامات بالعلوم. وهي عضو في العديد من المنظمات العلمية، مثل الجمعية الطبية الأمريكية والجمعية الكيميائية الأمريكية ورابطة مستكشفي الفضاء والرابطة الأمريكية لتقدم العلوم.
أسست عام 1999 شركة بيوسينتنت وحصلت على ترخيص لتسويق AFTE، وهي التقنية التي اختبرتها هي وموهري على نفسيهما على متن STS-47.
حصلت جيمسون عام على العرض الفائز وهو مشروع 100 عام للسفر بين النجوم التابع لوكالة مشاريع البحوث المتطورة الدفاعية بواسطة مؤسسة دوروثي جيمسون للتميز. مُنحت مؤسسة دوروثي جيمسون للتميز منحة بقيمة 500000 دولار لانجاز المزيد من العمل. حافظت المنظمة الجديدة على الاسم التنظيمي 100 عام للسفر بين النجوم. جيمسون هو المدير الحالي للمنظمة.
تعاونت عام 2018  مع شركة باير لعلوم المحاصيل ومجلس 4-H الوطني للمبادرة المسماة العلوم تهمنا (Science Matters) والتي تهدف إلى تشجيع الأطفال الصغار على فهم العلوم الزراعية ومتابعتها.

## الكتب
كان كتاب جيمسون الأول هو«معرفة أين تذهب الريح» (2001)، وهو مذكرات حياتها كُتبته للأطفال. تصف فيه طفولتها ووقتها في ستانفورد وفي هيئة السلام وكرائدة فضاء. وجدت مجلة سكول لايبراري جورنال أن قصص حياتها المبكرة كانت الأكثر جاذبية.
ووجد تقرير الكتاب (Book Report) أن السيرة الذاتية أعطت رؤية واقعية لتفاعلها مع أساتذتها، الذين لم يكن تعاملهم  معها على أساس ذكائها بل على الأفكار النمطية حول الامرأة السوداء.
نُشرت سلسلة كتب «كتاب حقيقي  A True Book» عن أربعة أطفال نشرت عام 2013 بالمشاركة مع دانا ميشن راو. يحتوي كل كتاب في السلسلة على تحدي «ايجاد الحقيقة»، وهو عبارة عن أسئلة صح أم خطأ بالإجابة عنها تُكشف نهاية القصة. وجدت مجلة سكول لايبراري جورنال أن هذه السلسلة «تتناول الاستطلاعات المحيرة بشكل صحيح» المتعلقة بالنظام الشمسي، لكنها انتقدت إدراج بعض النظريات التي عفا عليها الزمن في الفيزياء وعلم الفلك في الكتاب.

## الحياة الشخصية
بنت جيمسون استوديو رقص في منزلها، وصممت وأنتجت العديد من عروض الجاز والرقص الأفريقي الحديث.
قدمت في ربيع عام 1996 شكوى ضد ضابط شرطة تكساس، متهمةً إياه بوحشية الشرطة أثناء توقف مروري انتهى باعتقالها. أُوقفها ضابط شرطة ناسو باي، تكساس هنري هيوز الذي زعم أنها قامت بانعطاف غير قانوني واعتقالها بعد أن علم بأمر المذكرة غير المسددة على جيمسون بسبب مخالفة قديمة لتجاوز السرعة. أثناء القبض عليها، لوى الضابط معصمها ودفعها على الأرض، وأجبرها على السير حافية القدمين من سيارة الدورية إلى مركز الشرطة. قالت جيمسون في شكواها أن الضابط أساء معاملتها جسديًا ومعنويًا. وقالت محامية جيمسون إنها اعتقدت أنها قد دفعت مذكرة السرعة منذ سنوات. قضت عدة ساعات في السجن وعُولجت في مستشفى المنطقة بعد إطلاق سراحها بسبب كدمات شديدة وإصابة في الرأس. أن العمل مُوقف ضابط ناسو باي مع دفع راتبه في انتظار التحقيق، ولكن تحقيق الشرطة برأه من ارتكاب أي مخالفات. فرفعت دعوى قضائية ضد مدينة ناسو باي والضابط.

## روابط خارجية
- ماي جيميسون على موقع IMDb (الإنجليزية)
- ماي جيميسون على موقع الموسوعة البريطانية (الإنجليزية)
- ماي جيميسون على موقع إن إن دي بي (الإنجليزية)